# Мейден-Бавер
Мейден-Бавер (англ. Maiden Bower) — скелястий острів в архіпелазі островів Сіллі, Велика Британія, омивається Кельтським морем.